# Thomas Juel-Nielsen
Thomas Juel-Nielsen, född 18 juni 1990, är en dansk fotbollsspelare.

## Karriär
Juel-Nielsens moderklubb är Lyngby BK. Han började dock sin seniorkarriär i Hvidovre IF. I juli 2010 värvades Juel-Nielsen av AB. I augusti 2013 värvades han av norska Sandefjord.
I februari 2016 värvades Juel-Nielsen av Falkenbergs FF, där han skrev på ett tvåårskontrakt. I januari 2017 bröt han sitt kontrakt med klubben.
Den 29 mars 2017 skrev Juel-Nielsen på ett kontrakt säsongen ut med AGF Århus.
Den 14 februari 2018 värvades Juel-Nielsen av amerikanska Orange County SC. Den 1 mars 2019 värvades Juel-Nielsen av SønderjyskE, där han skrev på ett halvårskontrakt. I oktober 2019 värvades Juel-Nielsen av rumänska Gaz Metan Mediaș.